# Koripallon miesten SM-sarjakausi 1967-1968
La Koripallon miesten SM-sarjakausi 1967-1968 è stata la 28ª edizione del massimo campionato finlandese di pallacanestro maschile. La vittoria finale è stata ad appannaggio del Tapion Honka.

## Risultati

### Stagione regolare
|     | Squadra             | G  | V  | P  | PF   | PS   | Pt. | Qualificazione |
| --- | ------------------- | -- | -- | -- | ---- | ---- | --- | -------------- |
| 1.  | Tapion Honka        | 18 | 17 | 1  | 1556 | 1133 | 34  |                |
| 2.  | Hels. Kisa-Toverit  | 18 | 13 | 5  | 1394 | 1184 | 26  |                |
| 3.  | Turun Riento        | 18 | 12 | 6  | 1253 | 1245 | 24  |                |
| 4.  | KTP-Basket          | 18 | 9  | 9  | 1355 | 1310 | 18  |                |
| 5.  | Helsingin NMKY      | 18 | 8  | 10 | 1249 | 1344 | 16  |                |
| 6.  | Työväen Maila-Pojat | 18 | 7  | 11 | 1136 | 1249 | 14  |                |
| 7.  | Pantterit           | 18 | 7  | 11 | 1175 | 1292 | 14  |                |
| 8.  | ToPo Helsinki       | 18 | 6  | 12 | 1162 | 1245 | 12  |                |
| 9.  | Kotkan Pojat        | 18 | 6  | 12 | 1166 | 1287 | 12  | retrocesse     |
| 10. | Tampereen Pyrintö   | 18 | 5  | 13 | 1100 | 1257 | 10  | retrocesse     |

| Koripallon miesten SM-sarjakausi 1967-1968 |
| ------------------------------------------ |
| Tapion Honka 1º titolo                     |

## Formazione vincitrice
| N° | Naz.                 | Ruolo | Sportivo         |  | Alt. |  |
| -- | -------------------- | ----- | ---------------- |  | ---- |  |
|    | Finlandia (bandiera) |       | Jyrki Immonen    |  |      |  |
|    | Finlandia (bandiera) |       | Lars Karell      |  |      |  |
|    | Finlandia (bandiera) | G     | Seppo Kuusela    |  | 182  |  |
|    | Finlandia (bandiera) |       | Kari Lahti       |  |      |  |
|    | Finlandia (bandiera) | C     | Uolevi Manninen  |  | 202  |  |
|    | Finlandia (bandiera) |       | Matti Nenonen    |  |      |  |
|    | Finlandia (bandiera) | G     | Jorma Pilkevaara |  | 187  |  |
|    | Finlandia (bandiera) |       | Kari Rönnholm    |  |      |  |
|    | Finlandia (bandiera) |       | Pertti Tuomarla  |  |      |  |
|    | Finlandia (bandiera) |       | Erkki Turunen    |  |      |  |
|    | Finlandia (bandiera) |       | Jouko Soveri     |  |      |  |
|    | Finlandia (bandiera) |       | Mauno Pennanen   |  |      |  |
|    | Finlandia (bandiera) | All.  |                  |  |      |  |